# Сущево (Тутаевский район)
В Ярославской области есть ещё одна деревня Сущево, в Борисоглебском районе.
Сущево — деревня Артемьевского сельского округа Артемьевского сельского поселения Тутаевского района Ярославской области .
Деревня находится к северо-западу от Тутаева. Она расположена с юго-западной стороны от федеральной трассы Р151 Ярославль—Рыбинск, на участке Тутаев — Рыбинск, на удалении около 2 км от трассы. Дорога от Сущево выходит к трассе в деревне Лыкошино. На расстоянии около 1 км с запада от деревни находится обрывистый правый берег реки Эдома.  На таком же расстоянии к востоку стоит деревня Есюки. Около деревни находится геодезический пункт с отметкой высот 144,0 м .
Деревня Сущева указана на плане Генерального межевания Борисоглебского уезда 1792 года. В 1825 Борисоглебский уезд был объединён с Романовским уездом. По сведениям 1859 года деревня относилась к Романово-Борисоглебскому уезду .
На 1 января 2007 года в деревне Сущево не числилось постоянных жителей . По карте 1975 г. в деревне жило 5 человек. Почтовое отделение, находящееся в городе Тутаев, обслуживает в деревне Сущево 19 домов .